# Cryptoblepharus daedalos
Cryptoblepharus daedalos (цяткований змієокий сцинк) — вид сцинкоподібних ящірок родини сцинкових (Scincidae). Ендемік Австралії.

## Поширення і екологія
Цятковані змієокі сцинки мешкають в горах Стокс, розташованих в 7 км на захід від моста через річку Вікторія в Північній Території. Вони живуть серед скель.